# اکسید یوروپیم (III)
اکسید یوروپیم(III) (به انگلیسی: Europium(III) oxide) با فرمول شیمیایی Eu۲O۳ یک ترکیب شیمیایی است. که جرم مولی آن ۳۵۱٫۹۲۶ g/mol می‌باشد. شکل ظاهری این ترکیب، پودر سفید. است.

## نگارخانه

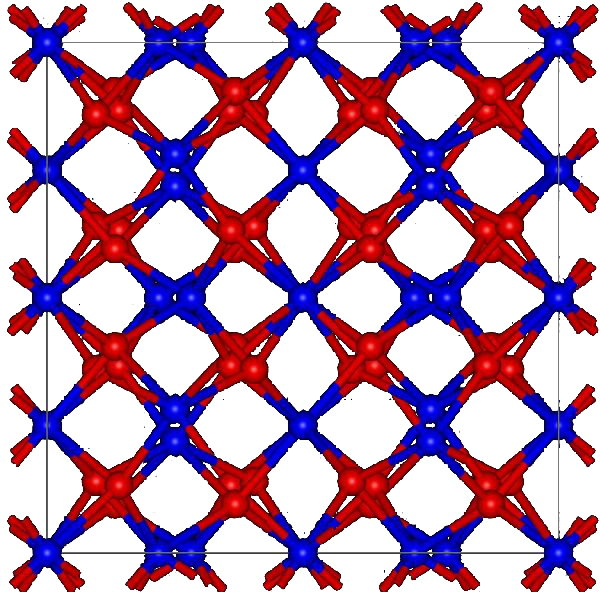